# György Fehér
György Fehér (n. 12 februarie 1939, Budapesta, Regatul Ungariei – d. 15 iulie 2002, Budapesta, Ungaria) a fost un regizor și scenarist maghiar. Filmul său Szenvedély a fost proiectat în secțiunea Un Certain Regard a Festivalului de Film de la Cannes din 1998.

## Filmografie
- III. Richárd (1973)
- Volpone (1974)
- Rejtekhely (1978)
- Nevelésügyi sorozat I. (1989)
- Szürkület (1990)
- Szenvedély (1998)